# Sooner or Later (film fra 1920)
Sooner or Later er en amerikansk stumfilm fra 1920 af Wesley Ruggles.

## Medvirkende
- Owen Moore som Patrick Murphy
- Seena Owen som Edna Ellis
- Clifford Grey som Robert Ellis
- Amy Dennis som Mrs. Ellis
- John E. Brennan som Charles Porter
- Marie Burke som Mrs. Hollander
- Katherine Perry som Miss Hollander